# Reddingen

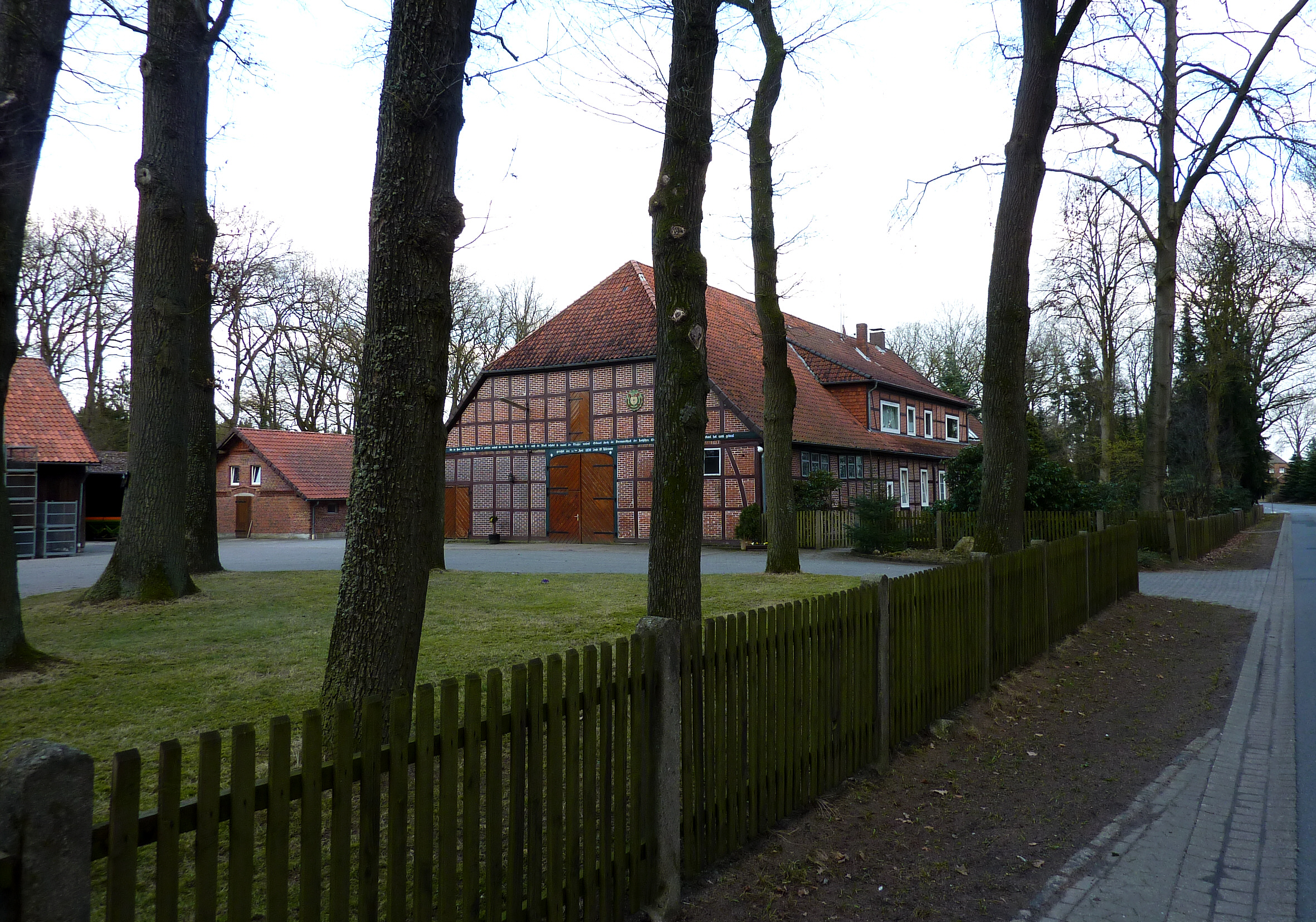
Bauernhof in Reddingen

Reddingen ist ein Ortsteil der niedersächsischen Gemeinde Wietzendorf im Landkreis Heidekreis in Deutschland.

## Lage
Reddingen liegt in der Lüneburger Heide. Durch die Siedlung Reiningen fließt die Wietze. Unmittelbar nördlich der drei Orte beginnt der Truppenübungsplatz Munster Süd, der in der Regel für die Öffentlichkeit gesperrt ist. An den meisten Wochenenden kann der Platz Munster-Süd auf extra ausgezeichneten Wegen auch von Privatpersonen betreten oder befahren werden.

## Geschichte
Am 1. März 1974 wurde Reddingen in die Gemeinde Wietzendorf eingegliedert.

## Verkehr
Im Ort treffen sich die Kreisstraßen 11 und 38. Durch die drei Dörfer fährt die Buslinie 352 der Verkehrsgemeinschaft Nordost-Niedersachsen (VNN).

## Sonstiges
- An der Wietze in Reiningen stehen ein Pegel und eine gewässerkundliche Messstelle des NLWKN zur Erfassung von Umweltdaten.
- In Halmern, Reddingen und Reiningen gibt es keine Straßenbezeichnungen, sondern nur Hausnummern, nach denen sich Einwohner, Postboten, Lieferanten und Besucher orientieren müssen.
- Ortsvorsteher ist Matthias Hellberg. (Stand 2020)

## Galerie

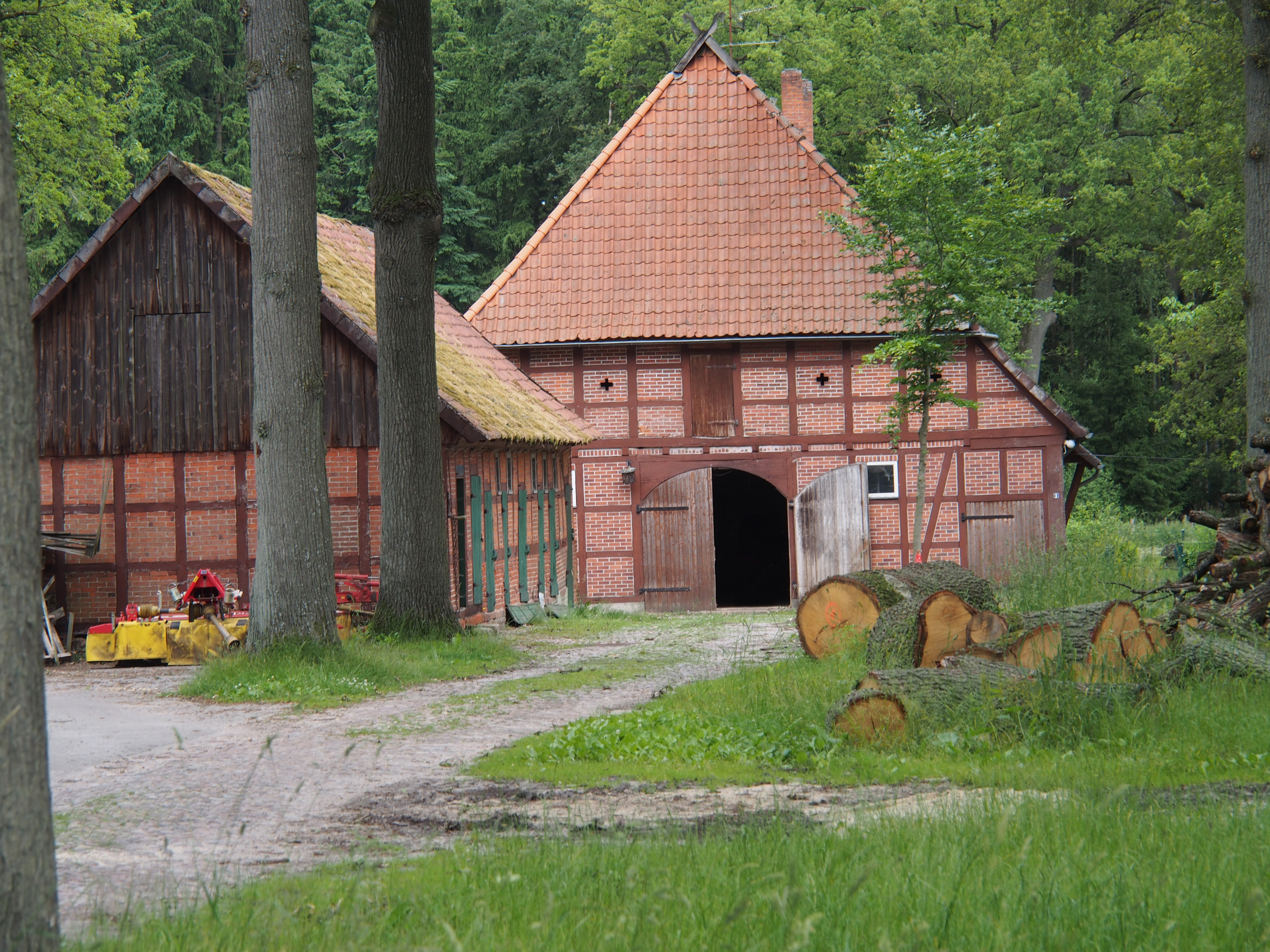
Bauernhof in Halmern
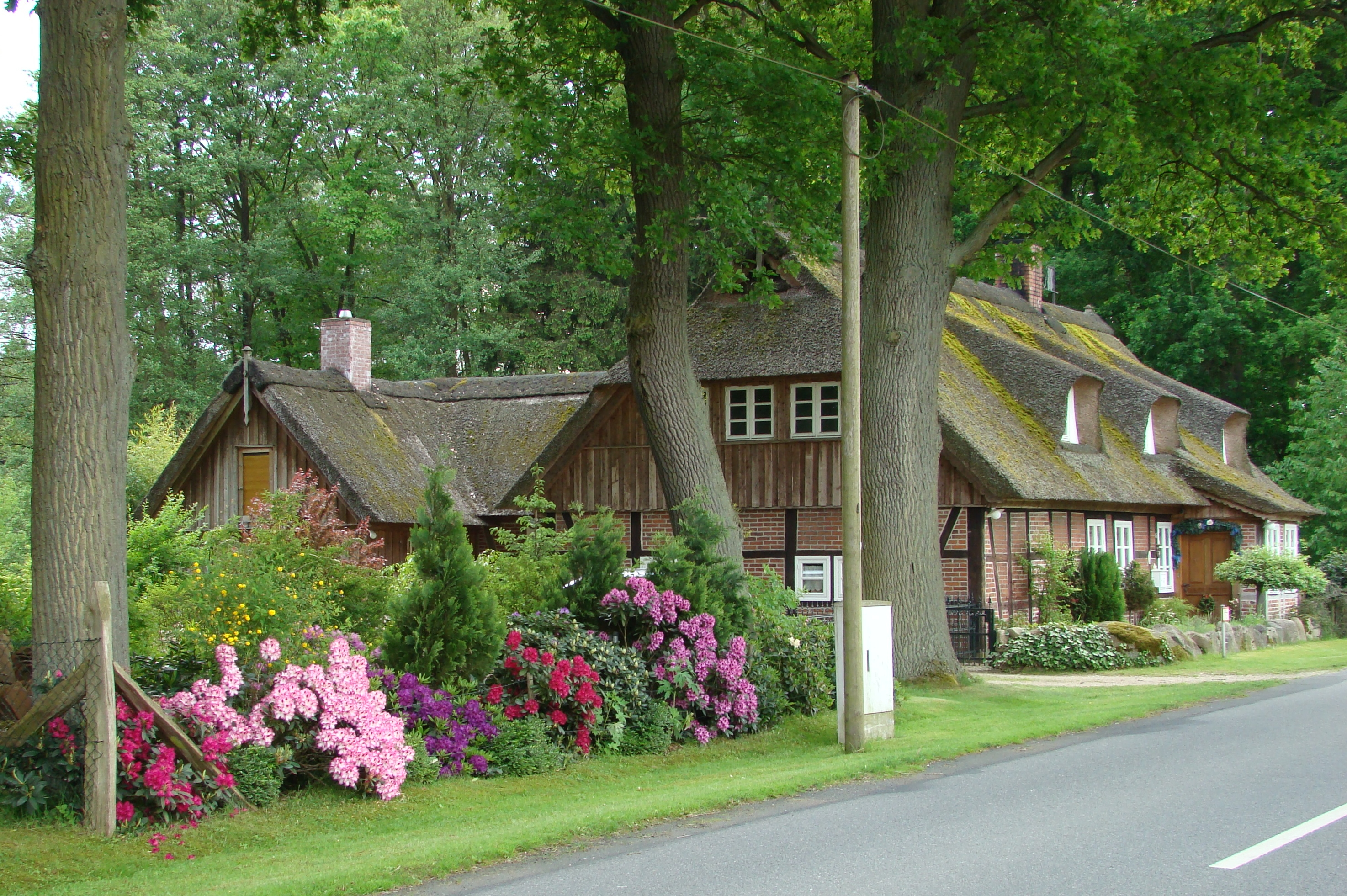
Reet gedeckt. Haus in Reiningen
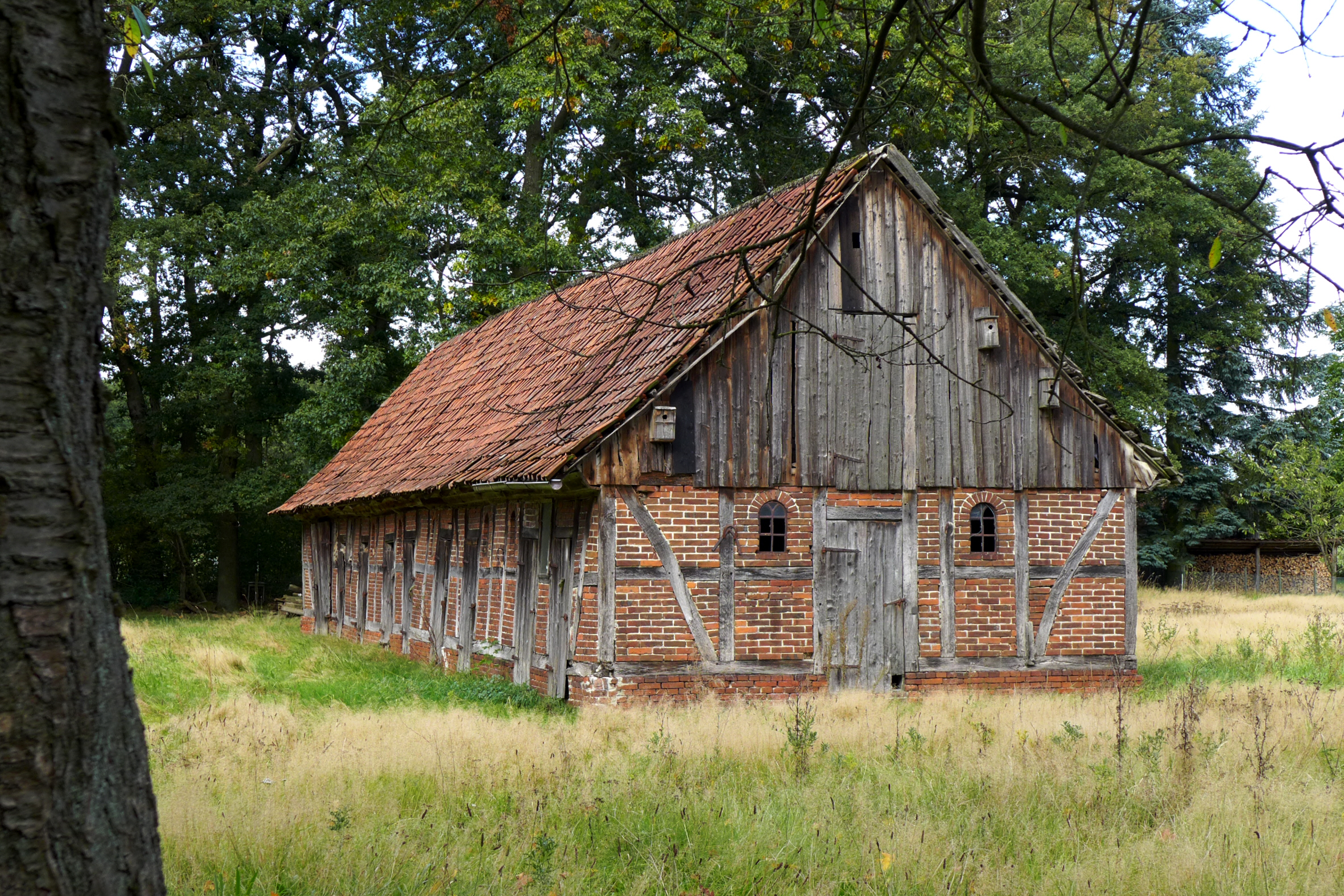
Ehemaliger Schweinestall in Reiningen
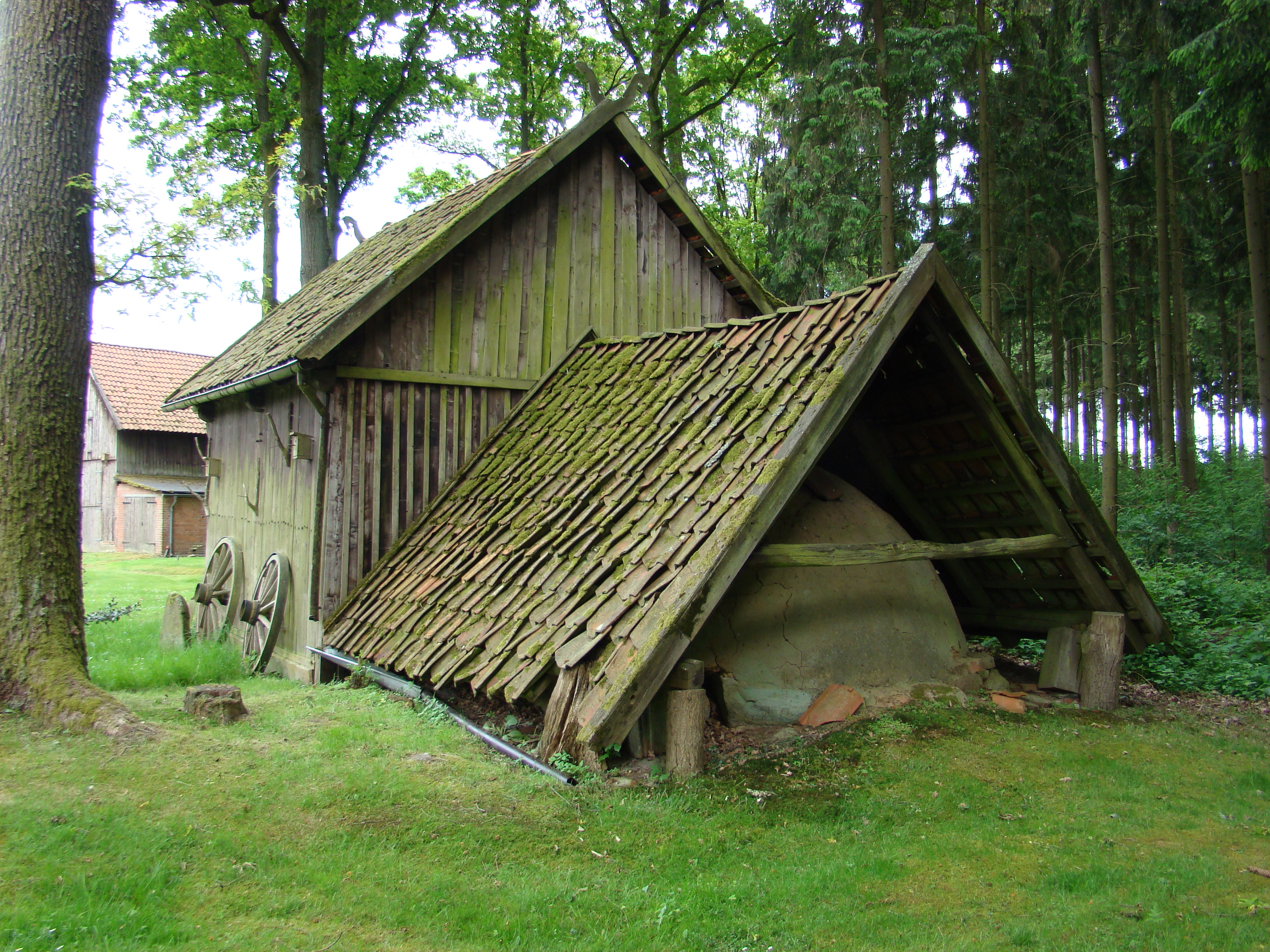
Historischer Lehmbackofen in Reiningen
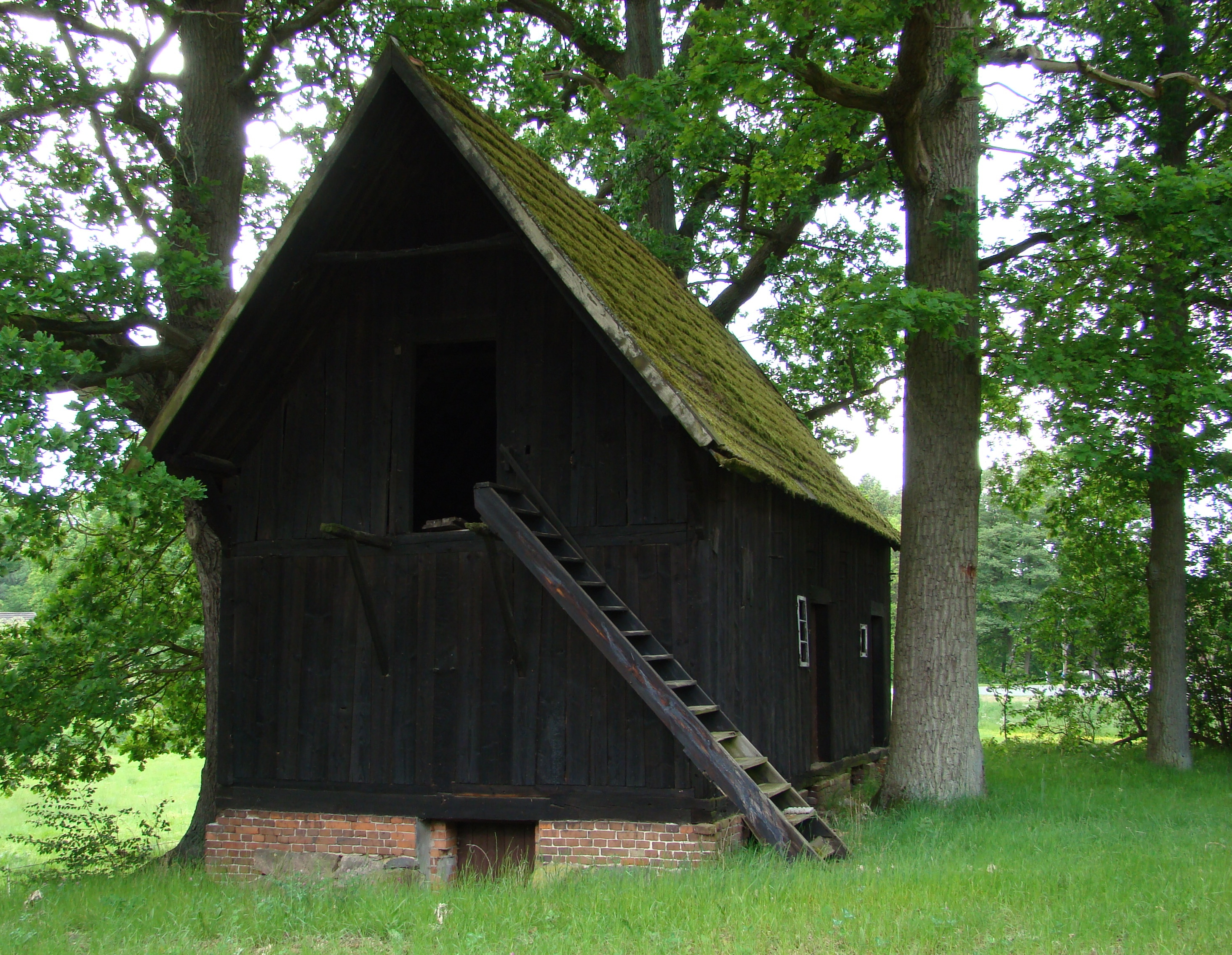
Alter Treppenspeicher in Reiningen
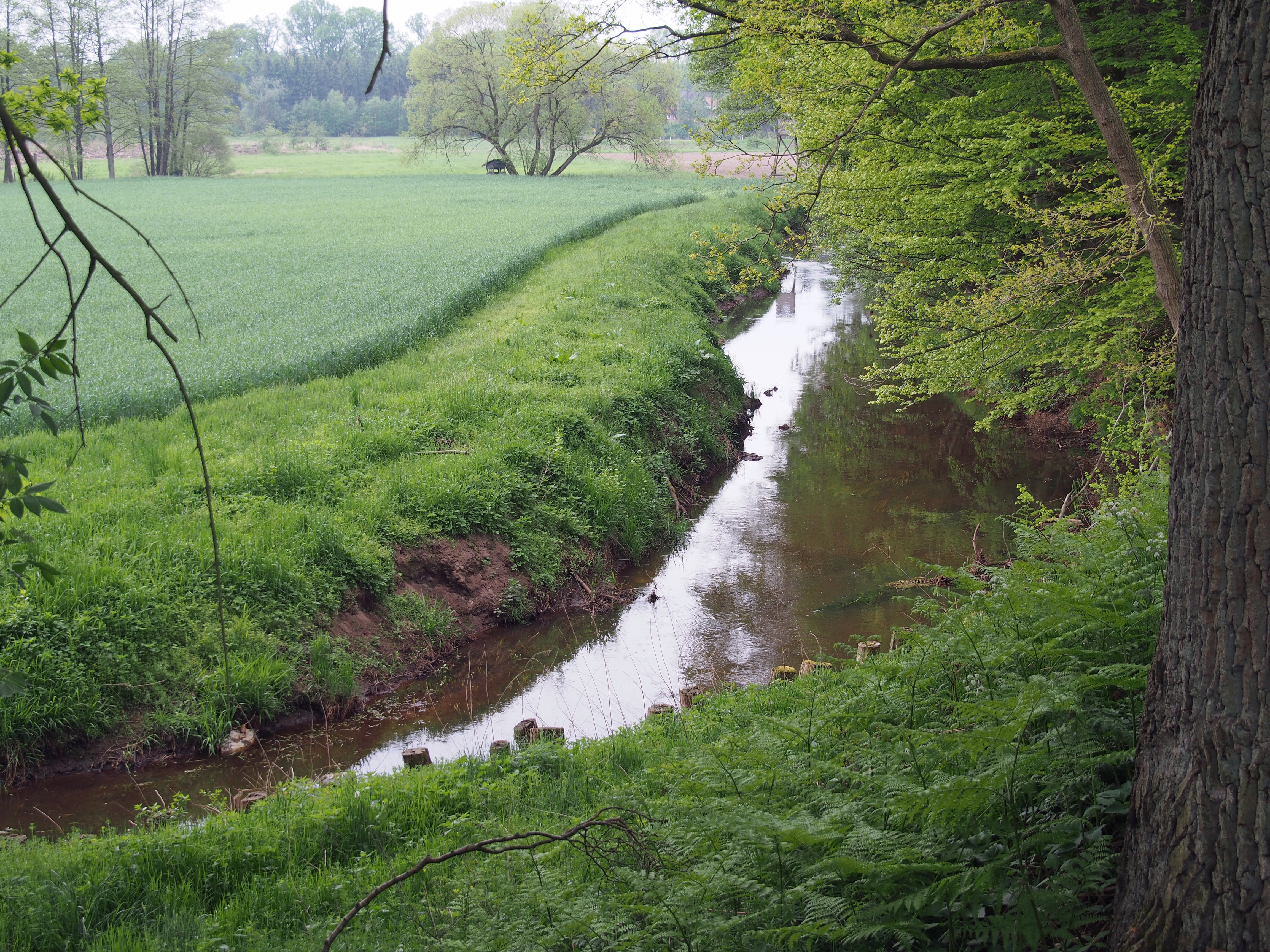
Die Wietze zwischen Halmern und Reddingen